# Săhăteni
Săhăteni é uma comuna romena localizada no distrito de Buzău, na região de Muntênia. A comuna possuía uma população de 3408 habitantes segundo o censo de 2007.